# Jiří Šik
Jiří Šik (anglicky George Schick, 28. září 1908 v Praze – 7. března 1985 na Manhattanu) byl český (československý) dirigent, hlasový poradce, korepetitor, a hudební pedagog.

## Život
Po absolvování Pražské konzervatoře, začal Šik působit roku 1927 jako asistent dirigenta pražském Novém německém divadle (dnešní Státní opera). Odtud odešel roku 1938 a odcestoval do Londýna, kde roku 1939 nastoupil na post dirigenta v Královské opeře.
V roce 1940 Schick emigroval do USA a vstoupil do válečného námořnictva. Po Druhé světové válce, ve 40. letech 20. století dirigoval v opeře v San Carlu, v Internationale Opera Company, Miami Opera Guild a Little Symphony of Montréal. Poté působil v letech 1950-1956 jako spoludirigent Rafaela Kubelíka u Chicagského symfonického orchestru.
V roce 1956 se Schick přestěhoval do New Yorku, kde se stal koordinátorem NBC Opera Company. Roku 1958 přijal místo dirigenta v Metropolitní opeře, kde zůstal po dalších jedenáct let. Metropolitní operu opustil v roce 1969 a stal se ředitelem Manhattanské hudební školy, kde setrval až do svého odchodu do penze v roce 1976.

## Umělecká činnost
Jako korepetitor doprovázel Richarda Taubera při jeho tourné po Severní, Střední a Jižní Americe v letech 1946/7, nebo Elizabeth Schumannovou, včetně jejích posledních nahrávek v New Yorku roku 1950.
Proslavil se zejména jako operní dirigent Metropolitní opery a Státní opery v Praze. V závěru své umělecké kariéry působil v letech 1969-1976 jako ředitel Manhattan School of Music.